# Återträffen
Återträffen är en svensk dramafilm från 2013 i regi av Anna Odell. I rollerna ses bland andra Anders Berg, Christopher Wollter, Fredrik Meyer, Mikaela Ramel, Minna Treutiger och Henrik Norlén. Filmen utsågs till Bästa film och Bästa manuskript vid Guldbaggegalan 2014. Den blev även nominerad till bästa regi och bästa kvinnliga huvudroll.

## Handling
Tjugo år har gått sedan Anna Odells klass slutade grundskolan och det har blivit dags för en klassåterträff. Alla är dock inte inbjudna. Anna Odell är den enda i klassen som inte blivit inbjuden. Hon var den som var utfryst och mobbad av sina klasskamrater i nio år. Hon gör en kortfilm i projektform där hon återskapar klassträffen och vad som skulle kunna ha hänt om hon hade blivit inbjuden. Filmen vill hon sedan visa för sina klasskamrater och bjuder in dem, en och en eller två och två, för att se filmen och diskutera innehållet i den med henne. Hon är inte något mobbningsoffer som är ute efter revansch, utan en konstnär som vill belysa och konkretisera de fenomen som sker mellan människor där mobbning förekommer. Hon identifierar de aktiva mobbarna och de passiva som deltar i tystnad och inte gör något åt det som pågår.

## Rollista
- Sandra Andreis – Louise
- Kamila Benhamza – Camilla
- Anders Berg – Anders
- Erik Ehn – Erik
- Niklas Engdahl – Nille
- Per Fenger-Krog – Per
- Robert Fransson – Robban
- Sara Karlsdotter – Linda
- Sanna Krepper – Sanna
- Andreas Kundler – Andreas
- Fredrik Meyer – Fredrik
- Lena Mossegård – Lena
- David Nordström – David
- Henrik Norlén – Henrik
- Anna Odell – Anna
- Sara Persson – Sara
- Mikaela Ramel – Mikaela
- Ulf Stenberg – Ulf
- Rikard Svensson – Rikard
- Cilla Thorell – Cilla
- Minna Treutiger – Minna
- Malin Vulcano – Malle
- Christopher Wollter – Kristoffer

## Om filmen
Filmen producerades av Mathilde Dedye och spelades in efter ett manus av Anna Odell med Ragna Jorming som fotograf. Den hade premiär vid filmfestivalen i Venedig 2013 och svensk premiär den 15 november 2013 och fick ett mycket positivt mottagande. Två musikstycken spelas i filmen: Let X=X/It Tango av Laurie Anderson (från skivan Big Science, 1982) och The War Is Over med Sister feat. Signe & Ragna. Filmen har totalt spelat in 1,5 miljoner dollar.